# Єрусалимська премія
Єрусалимська премія — престижна літературна нагорода. Нагорода вручається кожні два роки письменникам, які відстоюють у своїх творах свободу індивіда в суспільстві. Нагородження відбувається під час Міжнародного книжкового ярмарку в Єрусалимі.

## Лауреати
- Бертран Расселл (1963)

- Макс Фріш (1965)
- Андре Шварц-Барт (1967)
- Ін'яціо Сілоне (1969)
- Хорхе Луїс Борхес (1971)
- Ежен Йонеско (1973)
- Симона де Бовуар (1975)

- Октавіо Пас (1977)
- Берлін Ісайя (1979)
- Ґрем Ґрін (1981)

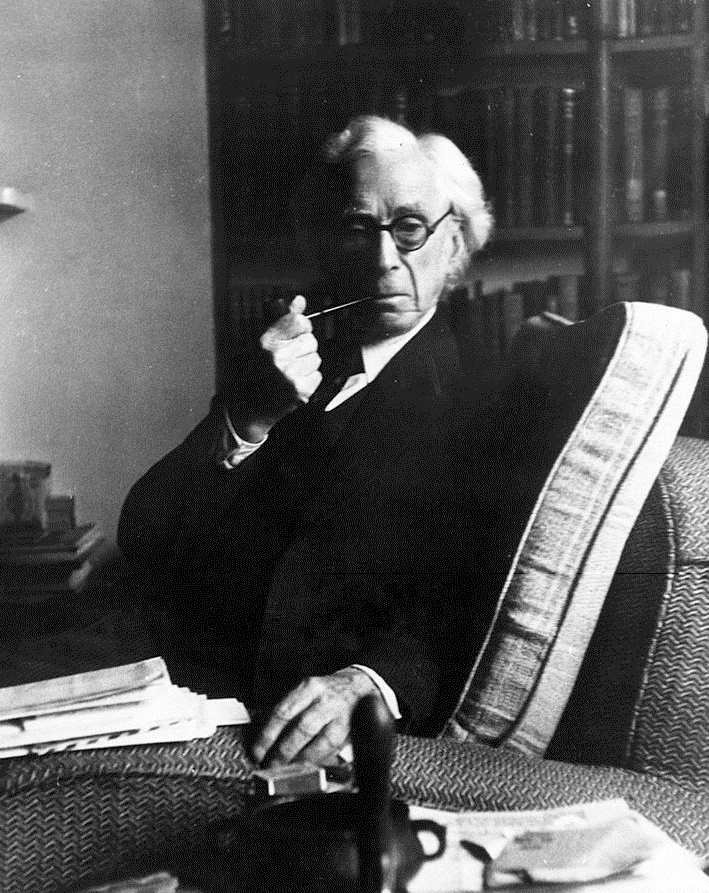
Бертран Расселл — перший лауреат Єрусалимської премії

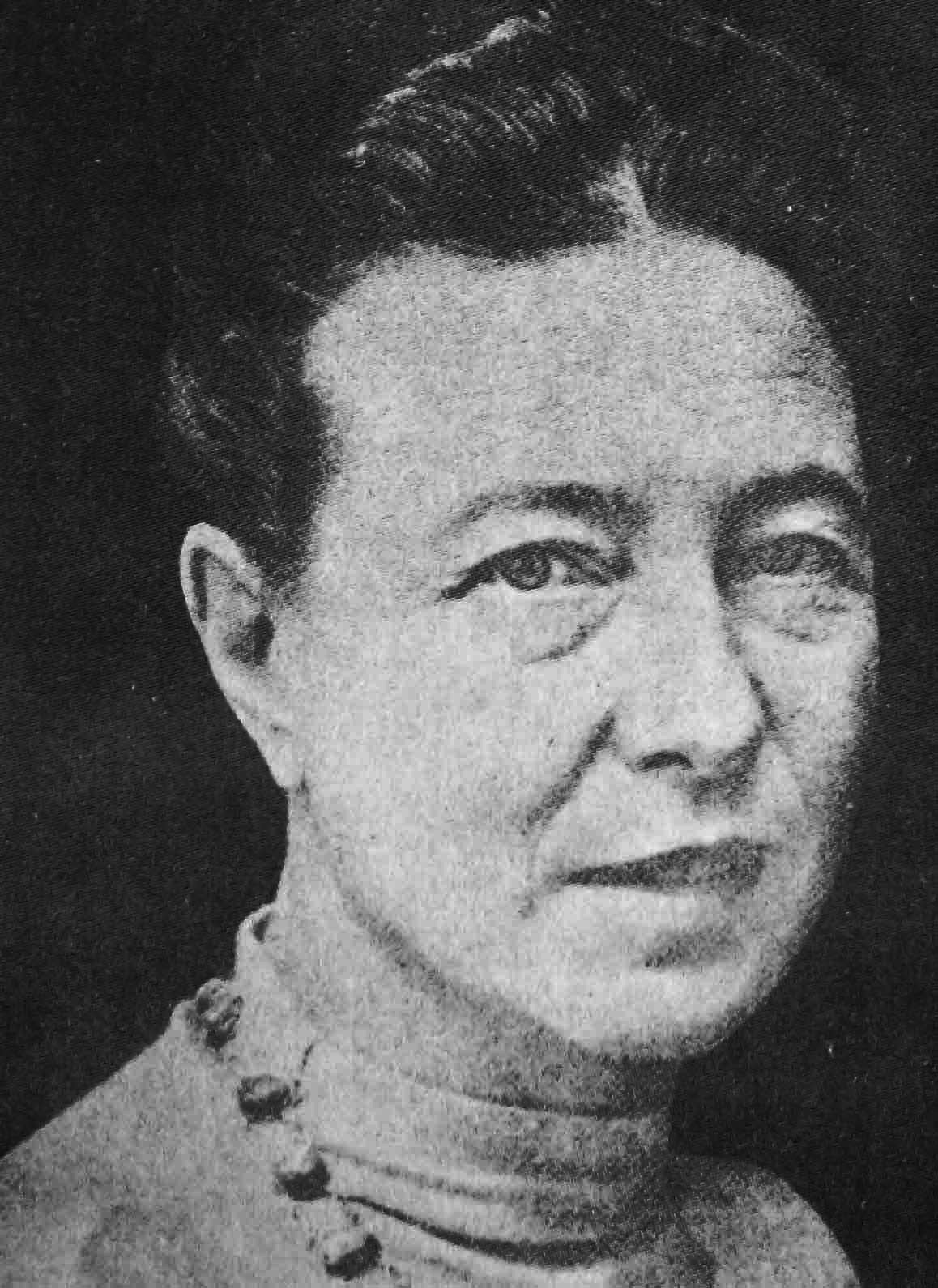
Симона де Бовуар — перша жінка-лауреат Єрусалимської премії

- Відьядхар Сураджпрасад Найпол (1983)
- Мілан Кундера (1985)
- Джон Максвелл Кутсі (1987)
- Збіґнєв Герберт (1991)
- Штефан Гайм (1993)
- Маріо Варгас Льйоса (1995)
- Хорхе Семпрун (1997)
- Дон Делілло (1999)
- Сьюзен Зонтаґ (2001)
- Артур Міллер (2003)
- Антоніу Лобу Антуніш (2005)
- Лешек Колаковський (2007)
- Харукі Муракамі (2009)
- Ієн Мак'юен (2011)
- Антоніо Муньос Моліна (2013)
- Ісмаїл Кадаре (2015)
- Карл Уве Кнаусгорд (2017)
- Джойс Керол Оутс (2019)[1]